# 布格豪恩
布格豪恩是德国黑森州的一个市镇。总面积65.05平方公里，总人口6397人，其中男性3210人，女性3187人（2011年12月31日），人口密度98人/平方公里。